# 维多利亚·德尔根诺娃
维多利亚·德尔根诺娃（俄语：Виктория Дергунова，1995年12月27日—），俄羅斯女子羽毛球運動員。

## 簡歷
2015年7月，维多利亚·德尔根诺娃代表俄羅斯（莫斯科國立師範大學）出戰韓國光州市舉行的世界大學生運動會羽毛球比賽。
2015年8月，德尔根诺娃參加印尼雅加達舉行的世界羽毛球錦標賽，與奥尔佳·莫罗佐娃合作出戰女子雙打項目，首圈就以0比2（18-21、12-21）不敵馬來西亞的葉錚雯/鍾慧琪出局。

## 主要比賽成績
只列出曾進入準決賽的國際賽事成績：
| 年份   | 賽事                   | 公開賽級別 | 項目     | 搭檔                  | 成績   |
| ------ | ---------------------- | ---------- | -------- | --------------------- | ------ |
| 2012年 | 白夜羽毛球賽           | 國際挑戰賽 | 女子雙打 | 罗米纳·加布杜林娜     | 準決賽 |
| 2013年 | 歐洲青年羽毛球錦標賽   | 其他       | 女子雙打 | 叶夫根尼娅·科泽茨卡亚 | 準決賽 |
| 2013年 | 保加利亞羽毛球公開賽   | 國際系列賽 | 女子雙打 | 奥尔佳·莫罗佐娃       | 準決賽 |
| 2013年 | 哈爾科夫羽毛球國際賽   | 國際挑戰賽 | 女子雙打 | 奥尔佳·莫罗佐娃       | 準決賽 |
| 2014年 | 芬蘭羽毛球公開賽       | 國際挑戰賽 | 女子雙打 | 奥尔佳·莫罗佐娃       | 準決賽 |
| 2014年 | 斯洛文尼亞羽毛球國際賽 | 國際系列賽 | 女子雙打 | 奥尔佳·莫罗佐娃       | 亞軍   |
| 2014年 | 白夜羽毛球賽           | 國際挑戰賽 | 女子雙打 | 奥尔佳·莫罗佐娃       | 準決賽 |
| 2014年 | 芬蘭羽毛球國際賽       | 國際系列賽 | 女子雙打 | 奥尔佳·莫罗佐娃       | 冠軍   |
| 2014年 | 意大利羽毛球國際賽     | 國際挑戰賽 | 女子雙打 | 奥尔佳·莫罗佐娃       | 亞軍   |
| 2015年 | 愛沙尼亞羽毛球國際賽   | 國際系列賽 | 女子雙打 | 奥尔佳·莫罗佐娃       | 冠軍   |

| 2007-2017年 | 首要超級賽 | 超級賽 | 黃金大獎賽 | 大獎賽 | 國際挑戰賽 | 國際系列賽 | 未來系列賽 | 其他 |

| 2018-2026年 | 總決賽 | 超級1000賽 | 超級750賽 | 超級500賽 | 超級300賽 | 超級100賽 | 國際挑戰賽 | 國際系列賽 | 未來系列賽 | 其他 |

### 奧運會和世錦賽參賽紀錄
|          | 搭檔            | 2015 |
| -------- | --------------- | ---- |
| 女子雙打 | 奥尔佳·莫罗佐娃 | 48強 |